# ЦЕРН
Европе́йская организа́ция по я́дерным иссле́дованиям (в других переводах — Европейский центр ядерных исследований), ЦЕРН (от фр. Conseil Européen pour la Recherche Nucléaire, CERN) — межгосударственная научная организация Европейского союза, крупнейшая по размерам в мире лаборатория физики высоких энергий. Учреждена в 1954 году, штаб-квартира расположена в Мерене у границы Швейцарии и Франции.

## Общие сведения

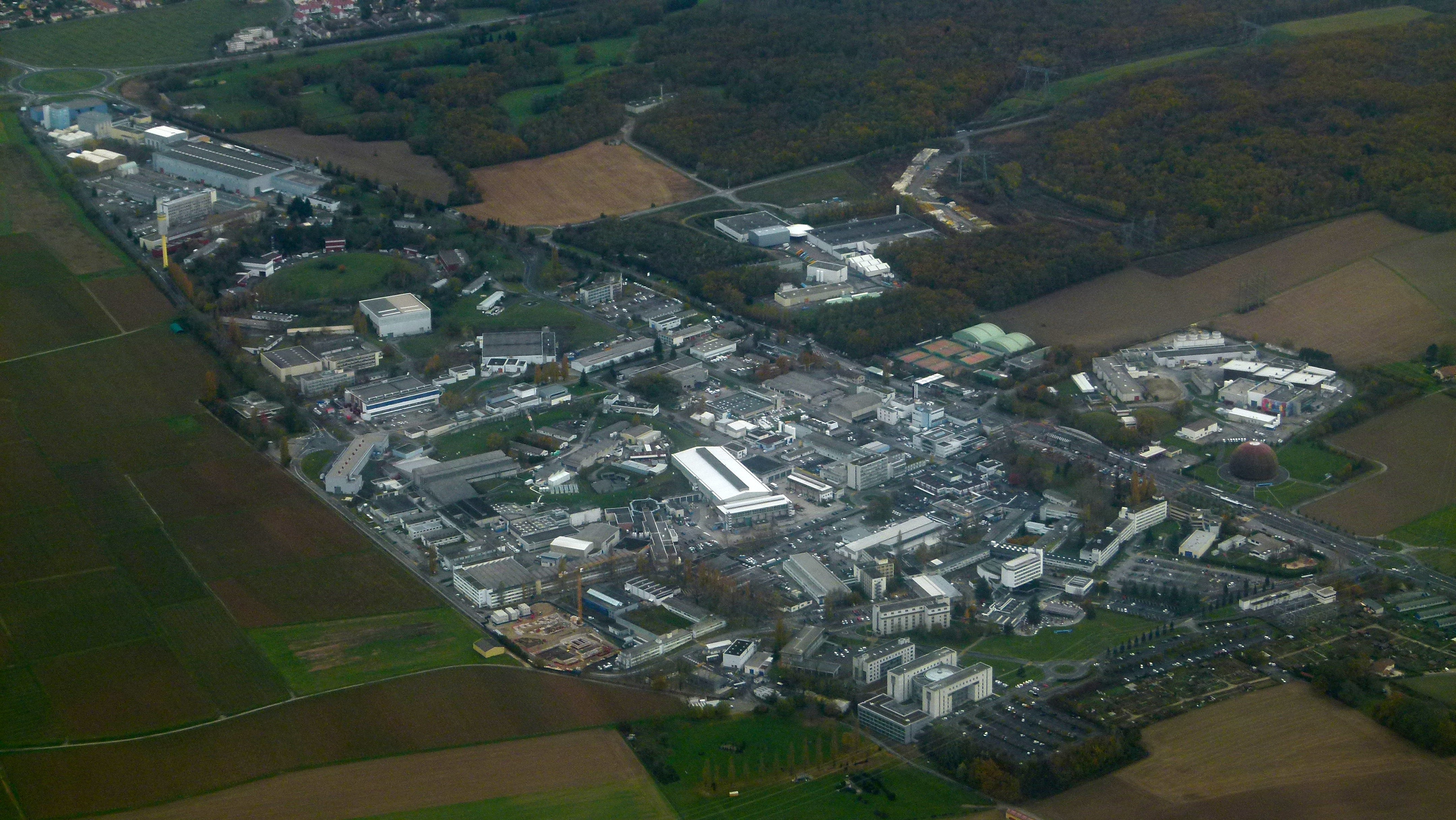
Главная площадка ЦЕРН, на переднем плане — Швейцария, на заднем — Франция

ЦЕРН находится на границе Швейцарии и Франции, вблизи Женевы. Территория ЦЕРНа состоит из двух основных площадок и нескольких более мелких. Большой комплекс зданий включает в себя рабочие кабинеты, лаборатории, производственные помещения, склады, залы для конференций, жилые помещения, столовые. Ускорительный комплекс расположен как на поверхности (старые ускорители Linac, PS), так и под землёй на большой глубине до 100 метров (более современные SPS, LHC).
Основной площадкой является территория близ швейцарского городка Мерен (фр. site Meyrin) кантона Женева. Другой основной площадкой является территория возле французской коммуны Превессен-Моэн — site Prévessin. Более мелкие площадки разбросаны в ближайших окрестностях вдоль подземного кольца, построенного для ускорителя LEP.
Соглашение по образованию ЦЕРНа было подписано в Париже 29 июня — 1 июля 1953 года представителями 12 европейских стран. Организация была образована 29 сентября 1954 года. В настоящее время число стран-членов возросло до 20. Кроме того, некоторые страны и международные организации имеют статус наблюдателя. Над инфраструктурой в ЦЕРНе постоянно работают около 2500 человек, ещё около 13.5 тысяч физиков и инженеров из университетов и институтов 77 стран  участвуют в международных экспериментах на территории ЦЕРНа.
Годовые взносы стран-участников ЦЕРНа в 2008 году составляют 1075,863 миллиона швейцарских франков (около 990 миллионов американских долларов).
В 2013 году ЦЕРН был награждён Золотой медалью Нильса Бора — наградой Организации Объединённых Наций по вопросам образования, науки и культуры (ЮНЕСКО) — как пример международного сотрудничества учёных из множества стран мира.

## История

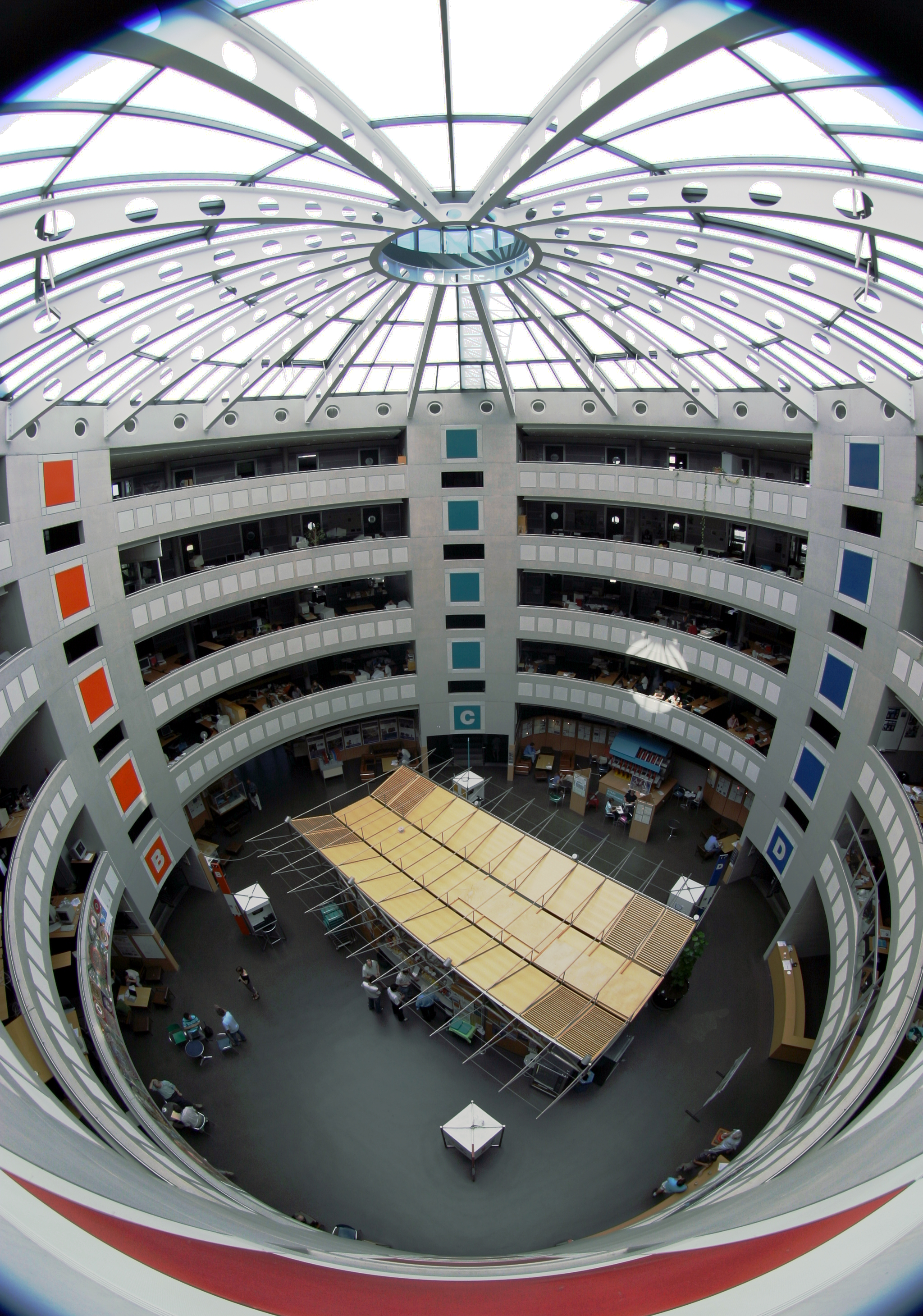
Вид внутри здания 40, в котором находятся множество офисов учёных, работающих в коллаборациях CMS и ATLAS

После успеха международных организаций в урегулировании послевоенных проблем, ведущие европейские физики считали, что подобная организация необходима и для физических экспериментальных исследований. Этими пионерами были Рауль Дотри, Пьер Оже и Лев Коварски во Франции, Эдоардо Амальди в Италии и Нильс Бор в Дании. Кроме объединения европейских учёных подобная организация была призвана разделить возрастающую стоимость физических экспериментов в области физики высоких энергий между государствами-участниками. Француз Луи де Бройль официально предложил создать европейскую лабораторию на Европейской культурной конференции (Лозанна, Швейцария, 1949).
Следующий толчок был сделан американским нобелевским лауреатом Исидором Раби в июне 1950 года на пятой Общей конференции ЮНЕСКО во Флоренции (Италия), где он предложил «помочь и поддержать создание региональных исследовательских лабораторий для увеличения международного сотрудничества». На межправительственной встрече ЮНЕСКО в Париже в декабре 1951 года, было принято решение о создании Европейского совета по ядерным исследованиям. Двумя месяцами позже (1952 год) 11 стран подписали соглашение о создании временного Совета, тогда и возникло название ЦЕРН.
На третьей сессии временного Совета в октябре 1952 года Женева была выбрана для размещения будущей лаборатории. В июне 1953 года в кантоне Женева прошёл референдум, на котором 2/3 проголосовавших согласились на размещение научного центра. Конвенция Совета была подписана постепенно 12 (странами-участниками). 29 сентября 1954 года соглашение подписали Франция и Германия, родилась Европейская организация по ядерным исследованиям, Совет распался, но французский акроним CERN сохранился.

### Директора ЦЕРН
См. en:List of Directors General of CERN
- 1952—1954 Амальди, Эдоардо
- 1954—1955 Блох, Феликс
- 1955—1960 de:Cornelis Bakker
- 1960—1961, 1971—1975 Адамс, Джон Бертрам
- 1961—1965 Вайскопф, Виктор Фредерик
- 1966—1970 Грегори, Бернард Пауль
- в 1971—1980 гг. было два содиректора — Адамс, Джон Бертрам и:
  - 1971—1975  Ентчке, Виллибальд
  - 1976—1980 Ван Хов, Леон
- 1981—1988 Шоппер, Хервиг Франц
- 1989—1993 Карло Руббиа
- 1994—1998 en:Christopher Llewellyn Smith
- 1999—2003 Майани, Лучано
- 2004—2008 Робер Эмар
- 2009—2015 Рольф-Дитер Хойер
- 2016—н. в. Джанотти, Фабиола

## Участники
Изначально ЦЕРН был учреждён 12 странами, подписавшими соглашение в 1953—1954 годах: Бельгия, Великобритания, Германия, Греция, Дания, Италия, Нидерланды, Норвегия, Швейцария, Швеция, Франция и Югославия.
К началу 2025 года участниками ЦЕРНа является 24 государства (Австрия, Бельгия, Болгария, Великобритания, Венгрия, Германия, Греция, Дания, Израиль, Испания, Италия, Нидерланды, Норвегия, Польша, Португалия, Румыния, Сербия, Словакия, Финляндия, Франция, Чехия, Швейцария, Швеция и Эстония), при этом страны-наблюдатели активно участвуют в проектах ЦЕРНа.

### Бюджет
Бюджет ЦЕРН 2024 года распределён между странами участниками и ассоциированными членами следующим образом:
| Государство                                    | присвоение статуса | вклад, млн. CHF | доля       | вклад в расчёте на численность населения CHF/чел |
| Основатели                                     | Основатели         | Основатели      | Основатели | Основатели                                       |
| ---------------------------------------------- | ------------------ | --------------- | ---------- | ------------------------------------------------ |
| Бельгия                                        | 29 сентября 1954   | 33.39           | 2.79 %     | 2.81                                             |
| Великобритания                                 | 29 сентября 1954   | 180.83          | 15.09 %    | 2.63                                             |
| Германия                                       | 29 сентября 1954   | 253.18          | 21.13 %    | 2.99                                             |
| Греция                                         | 29 сентября 1954   | 11.94           | 1.00 %     | 1.15                                             |
| Дания                                          | 29 сентября 1954   | 22.28           | 1.86 %     | 3.72                                             |
| Италия                                         | 29 сентября 1954   | 118.33          | 9.88 %     | 2.01                                             |
| Нидерланды                                     | 29 сентября 1954   | 56.17           | 4.69 %     | 3.12                                             |
| Норвегия                                       | 29 сентября 1954   | 26.29           | 2.19 %     | 4.71                                             |
| Франция                                        | 29 сентября 1954   | 160.94          | 13.43 %    | 2.35                                             |
| Швейцария                                      | 29 сентября 1954   | 44.95           | 1.18%      | 4.99                                             |
| Швеция                                         | 29 сентября 1954   | 31.95           | 2.67 %     | 3.02                                             |
| Присоединившиеся                               |                    |                 |            |                                                  |
| Австрия                                        | 1 июня 1959        | 26.84           | 2.24 %     | 2.92                                             |
| Испания                                        | 1 января 1983      | 84.02           | 7.01 %     | 1.72                                             |
| Португалия                                     | 1 января 1986      | 13.25           | 1.11 %     | 1.25                                             |
| Финляндия                                      | 1 января 1991      | 16.22           | 1.35 %     | 2.88                                             |
| Польша                                         | 1 июля 1991        | 37.45           | 3.13 %     | 1.00                                             |
| Венгрия                                        | 1 июля 1992        | 8.95            | 0.75 %     | 0.93                                             |
| Чехия                                          | 1 июля 1993        | 14.19           | 1.18 %     | 1.30                                             |
| Словакия                                       | 1 июля 1993        | 6.43            | 0.54 %     | 1.19                                             |
| Болгария                                       | 11 июня 1999       | 4.49            | 0.37 %     | 0.70                                             |
| Израиль                                        | 6 января 2014      | 26.68           | 2.23 %     | 2.67                                             |
| Румыния                                        | 17 июля 2016       | 15.86           | 1.32 %     | 0.83                                             |
| Сербия                                         | 24 марта 2019      | 3.38            | 0.28 %     | 0.51                                             |
| Эстония                                        | 30 августа 2024    | 1.43            | 0.12 %     | 1.04                                             |
| Ассоциированные члены, в очереди на вступление |                    |                 |            |                                                  |
| Кипр                                           | 1 апреля 2016      | 1.09            | -          | 1.19                                             |
| Словения                                       | 4 июля 2017        | 2.28            | -          | 1.07                                             |
| Ассоциированные члены                          |                    |                 |            |                                                  |
| Турция                                         | 6 мая 2015         | 4.68            | -          | 0.05                                             |
| Пакистан                                       | 31 июля 2015       | 1.98            | -          | 0.01                                             |
| Украина                                        | 5 октября 2016     | 1.03            | -          | 0.03                                             |
| Индия                                          | 16 января 2017     | 17.36           | -          | 0.01                                             |
| Литва                                          | 8 января 2018      | 1.0             | -          | 0.35                                             |
| Хорватия                                       | 10 октября 2019    | 1.0             | -          | 0.26                                             |
| Латвия                                         | 2 августа 2021     | 1.05            | -          | 0.57                                             |
| Бразилия                                       | 13 марта 2024      | -               | -          | -                                                |

1. ↑  Югославия вышла из организации в 1961 году
2. ↑  Испания присоединилась к ЦЕРН в 1961 году, вышла из него в 1969, и вновь присоединилась в 1983.

Страны и организации, имеющие статус наблюдателя:
- Европейская комиссия
- США
- Япония
- ЮНЕСКО
- ОИЯИ (взаимный статус)[11][12]

Государства, не являющиеся членами, с соглашениями о сотрудничестве с CERN, включают Австралию, Азербайджан, Албанию, Алжир, Аргентину, Армению, Бангладеш, Беларусь, Боливию, Бразилию, Вьетнам, Грузию, Египет, Исландию, Иран, Иорданию, Канаду, Китай, Колумбию, Республику Корея, Коста-Рику, Мальту, Марокко, Мексику, Монголию, Новую Зеландию, Перу, Саудовскую Аравию, Северную Македонию, Хорватию, Черногорию, Чили, Эквадор, Эстонию, Южно-Африканскую Республику, Объединённые Арабские Эмираты.
ЦЕРН также имеет научные контакты с Ганой, Ирландией, Катаром, Китайской Республикой, Кубой, Латвией, Ливаном, Мадагаскаром, Малайзией, Мозамбиком, Палестиной, Руандой, Сингапуром, Таиландом, Тунисом, Узбекистаном, Филиппинами, Шри-Ланкой.

### Отношения России и ЦЕРН
«Хотя Россия не является членом ЦЕРНа,… Россия финансировала сооружение как детекторов, всех четырёх, так и самого ускорителя. Доля примерно, если говорить о детекторах, это в среднем около 5 %. Если говорить об ускорителе, то порядка 3 %. Это деньги, которые Минобрнауки, Агентство по науке и инновациям выделяло специально на эти цели, в наши институты, и наши институты на эти деньги могли закупить все необходимое», — сказал в 2016 году координатор участия России в проекте ЦЕРН, заместитель директора НИИЯФ МГУ Виктор Саврин.
В 2012 году Россия подала заявку на вступление в ЦЕРН в качестве ассоциированного участника, но отозвала её в 2018 году.
Статус страны-наблюдателя приостановлен в марте 2022 года из-за вторжения на Украину. В декабре 2023 года ЦЕРН объявила о прекращении сотрудничества с Россией с ноября 2024 года,  проголосовав за исключение России из списка партнеров ЦЕРН, а также за окончание работы на коллайдере учёных с аффилиацией в российских НИИ и вузах. Утратила статус 30 ноября 2024 года

## Ускорительный комплекс

Схема ускорительного комплекса ЦЕРНа

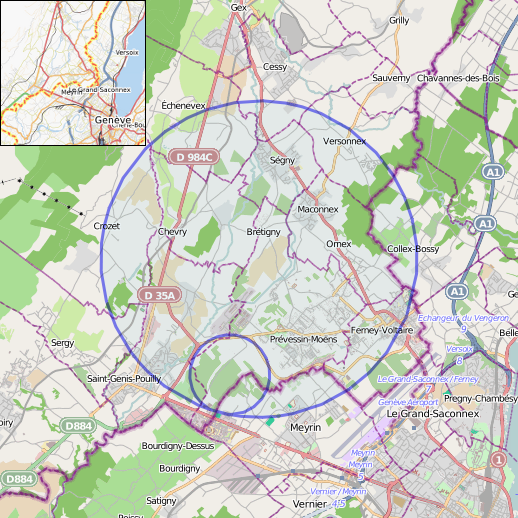
Карта расположения LHC вместе с SPS.

### Действующие ускорители
Ускорительный комплекс ЦЕРНа состоит из большой цепи линейных и циклических ускорителей, питающих Большой адронный коллайдер, а также нескольких независимых экспериментальных установок, получающих первичные пучки от промежуточных звеньев цепи комплекса БАК, либо имеющих свои собственные источники пучков.
- Большой адронный коллайдер (LHC, Large Hadron Collider)➤
  - Протонный суперсинхротрон[20] (Super Proton Synchrotron; SPS) диаметром кольца 2 км, запущенный в 1971 году, изначально имел энергию 300 ГэВ, но пережил несколько улучшений. Применялся для экспериментов с фиксированной мишенью, как протон-антипротонный коллайдер. Далее использовался для ускорения электронов и позитронов в LEP.
    - Протонный синхротрон (PS)[20], 28 ГэВ протонный синхротрон. Запущен в 1959 году[20].
      - Бустер Протонного синхротрона[20], увеличивает энергию частиц для последующего перепуска в Протонный синхротрон (PS)[21].
        - Linac4 — первичный ускоритель отрицательно заряженных ионов водорода до энергии 160 МэВ. Пучок из Linac4 инжектируется в четырёхколечный накопитель Бустер Протонного синхротрона (PSB) методом перезарядной инжекции, с обдиркой обоих электронов, что позволяет накапливать в бустере более интенсивный пучок. Linac4 заменил собой протонный линейный ускоритель Linac2[22][23].

      - LEIR[англ.] (Low Energy Ion Ring) — накопительное кольцо и ускоритель-синхротрон для накопления, охлаждения и ускорения пучков тяжёлых ионов до энергии 72 МэВ/н. Работает с 2005 года, заменив собой предшественника, накопитель LEAR. Кольцо оборудовано установкой электронного охлаждения, позволяющего производить накопление пучка высокой интенсивности. Из LEIR пучок перепускается в Протонный синхротрон (PS)[24].
        - Linac3[20] — линейный ускоритель пучков ионов низкой энергии, работает с 1994 года. Используется для первичного ускорения и инжекции в накопительное кольцо LEIR[25].

- ISOLDE (Isotope Separator On-line), установка для исследования нестабильных ядер. Запущена в 1967 году. Предварительное ускорение частиц происходит в PS Booster.
- ELENA — накопительное кольцо для замедления и охлаждения антипротонов. Пучок в кольцо инжектируется из накопителя AD (Antiproton Decelerator).
  - AD — накопитель-синхротрон для захвата, накопления, охлаждения и замедления антипротонов. Пучок захватывается в кольцо, полученный на конверсионной мишени, куда сбрасывается первичный пучок из Протонного синхротрона (PS).
- AWAKE — экспериментальная установка по ускорению электронов в плазме, с помощью первичного пучка протонов, выпущенных из SPS.
- CLEAR[англ.] (CERN Linear Electron Accelerator for Research) — установка для экспериментов по ускорению пучков электронов для нужд будущих проектов (TLEP, CLIC, FCCee).

### Большой адронный коллайдер
Основным проектом в данное время является Большой адронный коллайдер (LHC), протон-протонный (также рассчитан на ускорение тяжёлых ионов) коллайдер с максимальной проектной энергией 14 ТэВ. Четыре основных детектора, в том числе два многоцелевых, расположены в четырёх подземных шахтах. Многоцелевыми экспериментами являются ATLAS и CMS. Специализированный детектор для изучения B-физики — LHCb. Детектор для изучения физики тяжёлых ионов и нового состояния вещества (кварк-глюонной плазмы) — ALICE. Два менее масштабных, но также важных, эксперимента — TOTEM и LHCf. TOTEM предназначен для измерения полного сечения упругих и дифракционных процессов на LHC, а LHCf — для изучения сверхблизких к оси пучка ускорителя частиц и применения этих сведений в физике космических лучей.
Тестовый запуск Большого адронного коллайдера транслировался в прямом эфире европейского информационного телеканала Евроньюс. 10 сентября 2008 года первый пучок успешно преодолел 27-километровое кольцо.
4 июля 2012 года коллаборации ATLAS и CMS объявили о нахождении бозона массой около 125—126 ГэВ, который позже был подтверждён как бозон Хиггса.
Рассматриваются варианты будущей модернизации ускорителя и детекторов.

### Перспективные проекты
- FCC (Future Circular Collider) — Планируется построить 91 километровый коллайдер, который до 2060 года будет разгонять адроны, а затем до 2091 года электроны и позитроны[26].
- CLIC[англ.] — Ведутся исследования по возможности создания электронного линейного коллайдера, после завершения программы LHC, на энергию около 3 ТэВ. Одним из возможных вариантов является Компактный Линейный Коллайдер (CLIC, Compact LInear Collider), проект которого разрабатывается в ЦЕРНе в тесном сотрудничестве с научными учреждениями 36 стран мира.

### Остановленные ускорители
- LEP (Большой электрон-позитронный коллайдер) — коллайдер на энергию до 104.5 ГэВ в пучке, работавший в 1990-2000 годах в том же тоннеле, где позже был собран БАК.

## Научные достижения лаборатории
Несколько крупных открытий было сделано в экспериментах, проведённых в ЦЕРНе. Наиболее важные из них:
- 1973: Открытие нейтральных токов с помощью пузырьковой камеры Гаргамель[20].
- 1983: Открытие W- и Z-бозонов[20] в экспериментах UA1 и UA2.
- 1989: Определение количества сортов нейтрино в экспериментах на ускорителе LEP.
- 1995: Создание первых атомов антиматерии — атомов антиводорода в эксперименте PS210[англ.].
- 2000: Первые признаки образования кварк-глюонной плазмы[20].
- 2001: Открытие прямого нарушения CP-симметрии в эксперименте NA48.
- 2012: Открытие новой элементарной частицы бозона Хиггса (БАК: ATLAS и CMS).
- 2014: Открытие новой элементарной частицы тетракварка (БАК: LHCb)[27].
- 2015: Открытие новой элементарной частицы пентакварка (БАК: LHCb)[28].

В 1984 году Карло Руббиа и Симон ван дер Мер получили Нобелевскую премию по физике за работы, которые привели к открытию W- и Z-бозонов.
В 1992 году Нобелевскую премию по физике получил сотрудник ЦЕРН Жорж Шарпак «за изобретение и создание детекторов элементарных частиц, в частности многопроволочной пропорциональной камеры».

## Компьютерные технологии в ЦЕРН
Помимо открытий в области физики, ЦЕРН прославился тем, что длительное время был одним из передовых инженерных центров, создававших принципиально новые разработки и стандарты в сфере компьютерных технологий что привело к созданию интернета.

### Создание и сопровождение промышленных стандартов в сфере управления оборудованием
Созданный в 1961 году в рамках ЦЕРН Европейский Комитет по стандартам в ядерной электронике (ESONE) разработал и внедрил такой широко известный стандарт крейтовых систем как КАМАК. Так же он, совместно с американскими исследователями, принял активное участие в разработке предназначенного для замены стандартов NIM и КАМАК стандарта FASTBUS,
Впоследствии, ESONE сосредоточился на поддержке использования уже существующих стандартов и поддержке и обеспечении их взаимодействия с другими промышленными системами, такими как VMEbus, сменив расшифровку своей аббревиатуры с European Standards On Nuclear Electronics на European Studies On Norms for Electronics.

### Всемирная паутина
В стенах ЦЕРН был предложен гипертекстовый проект Всемирная паутина. Английский учёный Тим Бернерс-Ли и бельгийский учёный Роберт Кайо, работая независимо, предложили в 1989 году проект связывания документов посредством гипертекстовых ссылок для облегчения обмена информации между группами исследователей, занимающихся проведением больших экспериментов на большом электрон-позитронном коллайдере (LEP). Первоначально проект использовался только во внутренней сети ЦЕРНа. В 1991 году Бернерс-Ли создал первые в мире веб-сервер, сайт и браузер. Однако Всемирная паутина становится действительно всемирной только когда были написаны и опубликованы спецификации URI, HTTP и HTML.
30 апреля 1993 года CERN объявил, что Всемирная паутина будет свободной для всех пользователей.
Ещё до создания Всемирной паутины, в начале 1980-х CERN стал пионером в использовании технологии интернета в Европе.

### Гридисуперкомпьютерныевычисления
В конце 1990-х годов CERN стал одним из центров развития новой компьютерной сетевой технологии грид. CERN присоединился к разработкам сети GRID, решив, что подобная система, поможет сохранить и оперативно обработать огромные потоки данных, которые появятся после запуска большого адронного коллайдера (LHC). Под руководством ЦЕРНа, пригласившего в качестве партнёров Европейское космическое агентство и национальные научные организации Европы, создаётся крупнейший сегмент сети системы — DataGRID.
В настоящее время CERN входит в крупный грид-проект Enabling Grids for E-sciencE (EGEE) и, также, развивает собственные грид-сервисы. Этим занимается специальное отделение, связанное с коллайдером — LHC Computing Grid.

### Иная активность в компьютерной сфере
CERN также является одной из двух точек обмена интернет-трафиком в Швейцарии CINP (CERN Internet Exchange Point).
В CERN собирают и используют свой собственный дистрибутив операционной системы Linux — Scientific Linux.
Сотрудники ЦЕРН Джейсон Стокман, Энди Йен и Вэй Сун создали популярный сервис веб-почты с шифрованием ProtonMail.

## В поп-культуре

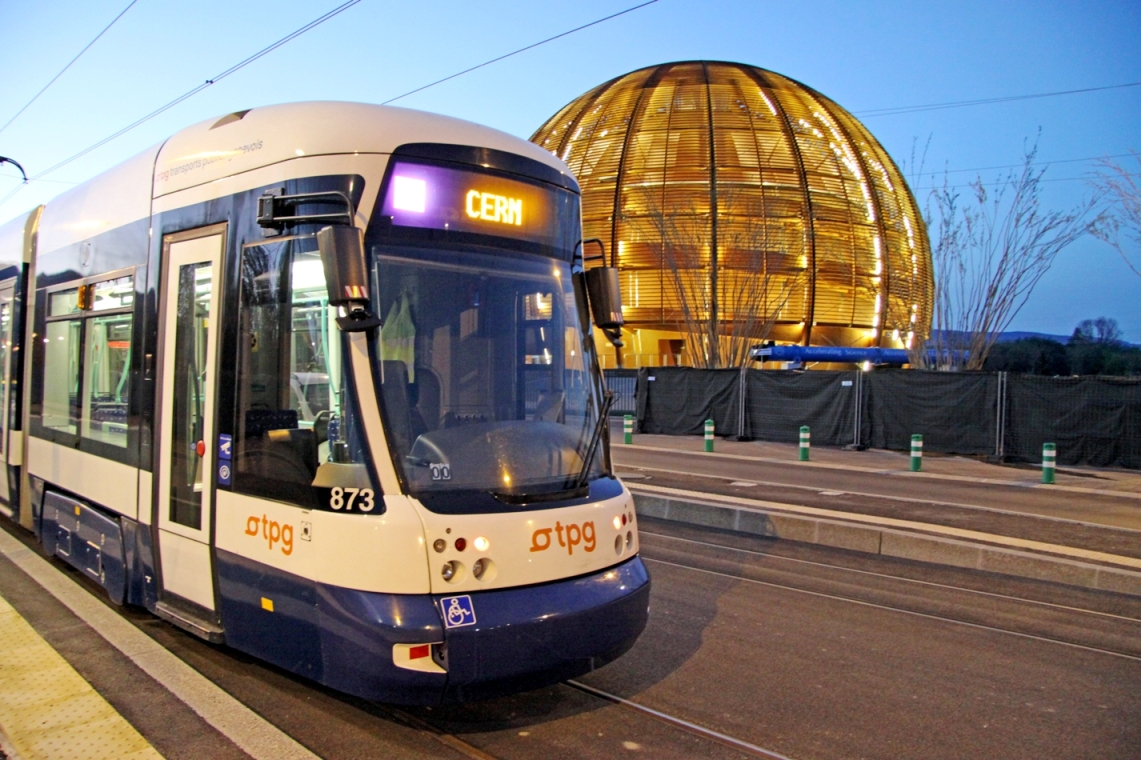
Линия трамвая 18 соединяет ЦЕРН с центром Женевы

- В начале XXI века новую волну популярности ЦЕРНу принесла книга-бестселлер Дэна Брауна «Ангелы и демоны». По сюжету книги, в ЦЕРНе был украден большой образец антивещества, при помощи которого злоумышленник задумал взорвать город-государство Ватикан.
- В визуальной новелле Steins;Gate (Врата Штейна) ЦЕРН является жестокой организацией, основная цель которой — захват власти над всем миром, для реализации этой цели они работают над созданием машины времени, основным компонентом которой является БАК (Большой адронный коллайдер). По сюжету данного произведения, в будущем ЦЕРН удалось захватить весь мир и установить правление путём жёсткой диктатуры.
- В ЦЕРН есть свой музыкальный клуб[32] и даже филк-группа Les Horribles Cernettes[33].
- В шестом эпизоде тринадцатого сезона сериала «Южный парк» Рэнди Марш, похищает с Большого адронного коллайдера сверхпроводящий магнит, чтобы помочь сыну выиграть гонки. Во время заезда машинка внезапно ускоряется и выходит в космос, и при этом достигает так называемой «варп-скорости».
- ЦЕРН является одной из главных составляющих сюжетной линии игры дополненной реальности Ingress.